# Procreation of the Unaltered Evil
Procreation of the Unaltered Evil – pierwsze demo greckiego black metalowego zespołu Varathron, wydane 1989 roku.

## Lista utworów
1. "Necranastasis" - 2:06
2. "Dawn of Sordid Decay" - 3:07

## Twórcy
- Stephan Necroabyssious - wokal
- Jim Mutilator - gitara basowa
- Captain Death - perkusja
- John - gitary